# Drumcode Records
Drumcode Records és un segell discogràfic suec de música techno fundat el 1996 pel músic Adam Beyer. És un dels segells més venuts a Beatport de tota la història. Adam Beyer també realitza el podcast setmanal Drumcode Radio Live. Alguns dels músics que han publicat amb Drumcode Records són: Alan Fitzpatrick, Amelie Lens, Bart Skils, Cari Lekebusch, Christian Smith, Green Velvet, Ida Engberg, Joey Beltram, Josep Capriati, Maceo Plex, Marco Carola, Marco Faraone, Pan-Pot i Sam Paganini, entre d'altres.